# Fumana lacidulemiensis
Fumana lacidulemiensis är en solvändeväxtart som beskrevs av J. Güemes Heras. Fumana lacidulemiensis ingår i släktet barrsolvändor, och familjen solvändeväxter. Inga underarter finns listade i Catalogue of Life.